# 帝京平成大学硬式野球部
帝京平成大学硬式野球部（ていきょうへいせいだいがくこうしきやきゅうぶ、Teikyo Heisei University Baseball Club）は、東都大学野球連盟所属の大学野球チーム。帝京平成大学の学生によって構成されている。

## 歴史
1990年創部。
2021年までは千葉県大学野球連盟に所属していた。千葉県大学野球連盟での最後のリーグ戦となった同年秋季リーグ戦は、2部優勝という結果だった。
2021年12月6日、東都大学野球連盟に対して行っていた加盟申請が承認されたことが発表された。東都大学野球連盟の新規加盟校は63年ぶりとなる。
一番下の4部からのスタートとなった2022年春季リーグ戦で全勝優勝。入れ替え戦で成蹊大学（3部6位）を連勝で下して3部に昇格した。秋季リーグ戦も9勝2敗1分の成績で3部優勝。入れ替え戦で国士舘大学（2部6位）と対戦したが、1勝2敗で敗れ3部残留となった。

## 本拠地
- ちはら台グラウンド（千葉県市原市ちはら台西6-19）

## 関係者
- 河野和洋 - 前監督